# Алтынтепа
Алтынтепа или Олтынтепа (узб. Oltintepa) — городище в Ташкенте, археологический памятник IV—VIII вв. Представляет собой большое неукреплённое поселение. Относится к числу памятников 2-й очереди освоения Ташкентского оазиса.
Входит в список «Объектов материального культурного наследия Узбекистана республиканского значения». 

## Расположение
Находится на восточной окраине города на правом берегу канала Карасу, в Мирзо-Улугбекском районе Ташкента, на улице Ломоносова.

## Характеристика
Ю. Ф. Буряковым городище было обозначено как поселение с большой неукреплённой территорией.
Непосредственная близость расположения городища к таким памятникам как Мингурюк и Чильдухтахтарнтепа, позволяет отнести его к одному из наиболее ранних поселений на территории Ташкента, датируемому V—VII вв.
Расположение городища на господствующей высоте над окружающей его местностью, а также его близость к водным источникам соответствует другим поселениям Ташкентского оазиса этого временного периода — Мингурюк и Юнусабад Актепа. По предположению некоторых исследователей Алтынтепа могла выполнять функции передового наблюдательного пункта, так как с неё открывается круговой обзор от поймы Чирчика и отрогов Каржантау до Юнусабадской Актепы, в этом качестве холм представлял собой идеальное место для наблюдения за торговыми путями.

## История открытия и изучения
Существенная часть археологических памятников Ташкента расположена на правом берегу Чирчика, вдоль канала Карасу. Эта местность особо пристально изучалась в дореволюционное время по причине обнаружения множества могильников и оссуариев. В числе прочего здесь были обнаружены памятники Алтынтепа и Чильдухтарантепа, отнесённые к бронзовому веку.
Упоминается Н. Г. Маллицким в книге «Ташкентские махалля и мауза» (1927) как одно из названий мауза. Размеры, описание, датировка отсутствуют. Обследовался в 1957 году Ю. Ф. Буряковым. Подъемный материал был датирован IV—VII и X—XIV вв. н. э. Археологические раскопки не проводились.
В 1968 году во время раскопок могильника Чильдухтарантепа,  Э. В. Ртвеладзе закладывались стратиграфические шурфы на Алтынтепе. 
В 2004 году в окрестностях Алтынтепы во время проведения земляных работ, на глубине 4 метров, были найдены два неполивных керамических сосуда. На плечиках одного из сосудов была обнаружена надпись на согдийском языке. По характеру письма и другим признакам сосуды были датированы концом VII — началом VIII вв н. э. Предположительно кувшин с надписью предназначался для поднесения в качестве дара зороастрийскому храму.